# Thomas James Olmsted

Bischofswappen von Thomas James Olmsted

Thomas James Olmsted (* 21. Januar 1947 in Marysville, Kansas) ist ein US-amerikanischer Geistlicher und emeritierter römisch-katholischer Bischof von Phoenix.

## Leben
Thomas James Olmsted empfing am 2. Juli 1973 die Priesterweihe.
Papst Johannes Paul II. ernannte ihn am 16. Februar 1999 zum Koadjutorbischof in Wichita. Der Bischof von Wichita, Eugene John Gerber, spendete ihn am 20. April desselben Jahres die Bischofsweihe; Mitkonsekratoren waren James Patrick Keleher, Erzbischof von Kansas City in Kansas, und Fabian Wendelin Bruskewitz, Bischof von Lincoln. Als Wahlspruch wählte er Jesus Caritas.
Mit der Rücktritt Eugene John Gerbers am 4. Oktober 2001 folgte er ihm als Bischof von Wichita nach. Am 25. November 2003 wurde er zum Bischof von Phoenix ernannt und am 20. Dezember desselben Jahres in das Amt eingeführt. Vom 3. Januar 2008 bis zum 5. Februar 2009 verwaltete er das Bistum Gallup während der Sedisvakanz als Apostolischer Administrator.
Am 1. August 2018 ernannte ihn Papst Franziskus zum Apostolischen Administrator sede plena der ruthenischen griechisch-katholischen Eparchie Phoenix, wodurch die Jurisdiktion des Diözesanbischofs John Stephen Pazak mit sofortiger Wirkung ruhte. Nach der Annahme des Rücktrittsgesuchs von John Stephen Pazak am 23. August 2021 wurde Thomas James Olmsted durch Papst Franziskus zum Apostolischen Administrator sede vacante der Eparchie Phoenix bestellt. In dieser Funktion wurde er am 23. Januar 2023 durch Kurt Burnette abgelöst.
Olmsted ist Großoffizier des Ritterordens vom Heiligen Grab zu Jerusalem. Papst Benedikt XVI. ernannte ihn am 2. Februar 2011 zum ersten Vizepräsidenten des „Vox Clara“ Komitees.
Am 10. Juni 2022 nahm Papst Franziskus das von Thomas James Olmsted aus Altersgründen vorgebrachte Rücktrittsgesuch an.